# Charge 69
I Charge 69 sono un gruppo melodic hardcore punk francese, formatosi nel 1993.

## Formazione
- Laurent - voce e chitarra
- Cap's - basso
- Brice - batteria

## Discografia

### Album in studio
- 1997 - Apparence Jugée
- 2000 - Vos Lois ne sont pas nos Règles
- 2003 - Univers Sale
- 2007 - Conflit Interne

### Compilation
- 2002 - Des Mots, des Rires, des Larmes et des Pleurs...

### EP
- 1996 - Patchwork